# Freya petrunkevitchi
Freya petrunkevitchi là một loài nhện trong họ Salticidae.
Loài này thuộc chi Freya. Freya petrunkevitchi được Arthur Merton Chickering miêu tả năm 1946.